# Irene Martínez Gamba
Irene Martínez Gamba es una matemática argentina-estadounidense. Trabaja como profesora de matemática en la Universidad de Texas en Austin, donde es catedrática de W.A. Tex Moncreif, Jr. en Ciencias e Ingeniería Computacionales III y es Jefa del Grupo de Matemática Aplicada en el Instituto de Ciencias e Ingeniería Computacionales.
En 1981, se graduó por la Universidad de Buenos Aires. Fue a la Universidad de Chicago para sus estudios de licenciado, ganando el grado de maestría en 1985 y un Ph.D. en 1989, bajo la supervisión de Jim Douglas, Jr. Después de estudios postdoctorales en la Universidad de Purdue y el Courant Instituto de Ciencias Matemáticas de la Universidad de Nueva York,  deviniendo profesora asistente en NYU en 1994, y se mudó a la Universidad de Texas en 1997. En la Universidad de Texas, fue Joe B. y profesor Louise Cook de 2007 a 2013, el John T. Stuart III Centennial Profesor de 2013 a 2014, y la silla W.A. Tex Moncreif, Jr. desde 2014.
En 2012, fue nombrada miembro de la Sociedad para Matemática Industrial y Aplicada, y una de las socias inaugurales de la Sociedad Matemática americana. La Asociación de Mujeres en Matemática la seleccionaron como su 2014 Sonia Kovalevsky Conferenciante.